# Pizza Paï
Pizza Paï est une chaîne de restauration appartenant au groupe Agapes Restauration, elle-même membre de l'Association familiale Mulliez.
Pizza Paï propose des plats de spécialité italienne comme des pizzas ou des pâtes.

## Histoire
L'enseigne voit le jour en février 1979 sous l'impulsion de Gérard Mulliez, fondateur du groupe Auchan. En février 2002, la chaîne compte 69 restaurants avec 6 millions de clients par an.
En mars 2015, l'enseigne possède 43 unités et 15 points de vente Pizza Paï Presto. En mai de cette même année, Philippe Roux prend la direction générale de Pizza Paï en remplacement de Jean Bentivenga.
En 2025, il ne reste plus que quatre restaurants, tous situés dans le Nord et le Pas-de-Calais.

## Identité visuelle

### Logos

Logo de Pizza Paï jusqu'en 2012.
Logo de Pizza Paï de 2012 à 2017.
Logo de Pizza Paï depuis 2017.

### Slogans
- Années inconnues : « Ça dépayse »
- Depuis 2017 : « C'est bien plus qu'un restaurant ! »